# Dennis Kuruppassery

Bischofswappen von Dennis Kuruppassery

Dennis Kuruppassery (Malayalam ഡെന്നീസ് കുറുപ്പശ്ശേരി, Hindi डेनिस कुरुप्पस्सेरी; * 4. August 1967 in Palliport, Kerala) ist ein indischer römisch-katholischer Geistlicher und Weihbischof in Kannur.

## Leben
Dennis Kuruppassery studierte Philosophie und Theologie am St. Joseph Pontifical Seminary in Alwaye und empfing am 23. Dezember 1991 das Sakrament der Priesterweihe für das Bistum Kottapuram.
Nach der Priesterweihe war er bis 1997 im Bistum Kottapuram in der Pfarrseelsorge tätig. Anschließend absolvierte er die Ausbildung an der Päpstlichen Diplomatenakademie und wurde in Kanonischem Recht promoviert. Zum 1. Juli 2001 trat er in den diplomatischen Dienst des Heiligen Stuhls ein und war in den folgenden Jahren an den Vertretungen des Heiligen Stuhls in Burundi, Ägypten, Thailand, Tschechien, Gabun und den Vereinigten Staaten eingesetzt. Ab 2021 war er im Rang eines Nuntiaturrats an der Apostolischen Nuntiatur in Malta tätig.
Papst Franziskus ernannte ihn am 15. August 2024 zum Titularbischof von Macomades Rusticiana und zum Weihbischof in Kannur. Die Bischofsweihe spendete ihm der Präsident der Päpstlichen Diplomatenakademie und vormalige Apostolische Nuntius in Indien, Erzbischof Salvatore Pennacchio, am 10. November desselben Jahres. Mitkonsekratoren waren der Erzbischof von Bombay, Oswald Kardinal Gracias, und der Erzbischof von Verapoly, Joseph Kalathiparambil.